# ستيف جاكسون (كاتب)
ستيف جاكسون (بالإنجليزية: Steve Jackson)‏ هو ناشر وكاتب بريطاني، ولد في 20 مايو 1951 في مانشستر في المملكة المتحدة.